# Music (Gabry Ponte e Mario Fargetta)
Music è un singolo di Gabry Ponte e Mario Fargetta, pubblicato nel 2002.

## Tracce
CD
1. Music (feat. Carl Fanini) (2002 Power Cut) – 3:26
2. Music (feat. Carl Fanini) (2002 Power Remix) – 6:59
3. Music (feat. Carl Fanini) (Carl ' Appella) – 2:44
4. My Music (feat. Carl Fanini) – 5:40

Durata totale: 18:49
Vinile 12"
Lato A
1. Music (feat. Carl Fanini) (Power Mix) – 6:59

Lato B
1. Music (feat. Carl Fanini) (Acappella) – 2:44
2. My Music (feat. Carl Fanini) (Extended) – 5:40